# Jean Heynlin

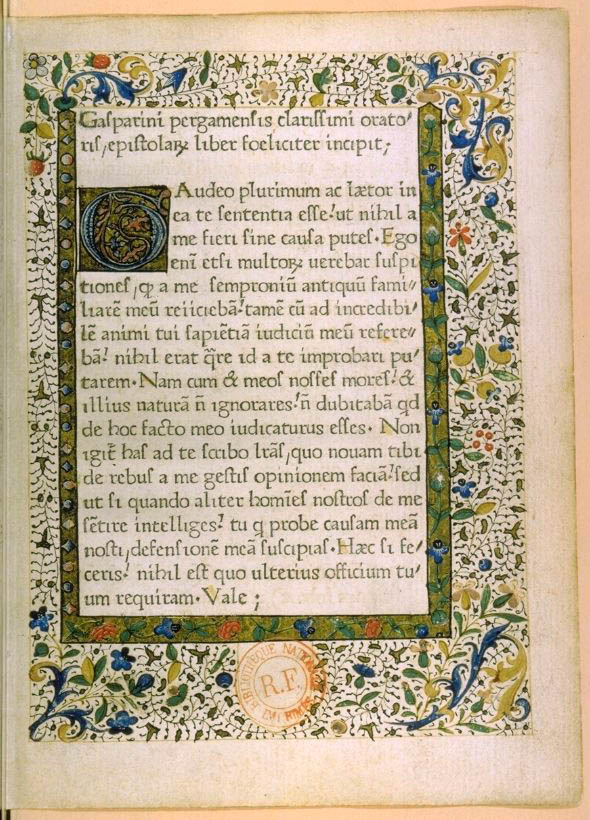
Incipit du livre Epistolarum liber de Gasparin de Bergame, premier livre jamais imprimé en France en 1470, sous la direction de Jean Heynlin. Réserve des livres rares et précieux, Bibliothèque nationale de France.

Jean Heynlin, en latin Johannes Heynlin ou Johannes Heynlin de Lapide, né vers 1430, peut-être à Stein dans le diocèse de Spire (Saint-Empire) et mort le 12 mars 1496 à Bâle, est un homme d'Église et universitaire allemand qui a surtout travaillé pour les universités de Paris et de Bâle, . 
Professeur au collège de Sorbonne de l'université de Paris, il est en 1469-1470 le principal responsable aux côtés de son collègue Guillaume Fichet de l'installation dans le royaume de France du premier atelier d'imprimerie utilisant les techniques de Gutenberg.

## Biographie

### Lieu de naissance
La formulation latine Johannes Heynlin de Lapide signifie Jean Heynlin (originaire) de Stein. En effet, le mot allemand Stein signifie « pierre » en français, soit en latin lapis, lapidis (à l'ablatif après la préposition de : lapide). Il est donc probable qu'il soit né dans une ville ou village appelé Stein.

### Origines familiales et formation initiale
De 1446 à 1453, il étudie dans le Saint-Empire, à Erfurt (1446-1448) et à Leipzig (1448-1452), puis aux Pays-Bas bourguignons, à l'université de Louvain (1452-1453) dans le duché de Brabant. 

### Formation et carrière universitaire de 1453 à 1474 (universités de Paris et de Bâle)

#### Chronologie
- De 1453 à 1454 : inscrit à l'université de Paris comme bachalarius alterius universitatis (« bachelier (ès arts) d'une autre université »)[3].
- 1455 : reçu maître es arts et sociétaire (socius) du collège de Sorbonne.
- 1456-1460 : procureur de la nation allemande de la faculté des arts à quatre reprises (21.10.1456 - 16.12.1456 ; 26.8.1457 - 13.1.1458 ; 19.11.1459 - 15.1.1460 ; juin - août 1460).
- 1462 : reçu bachelier en théologie.
- 1464-1467 : enseigne à l'université de Bâle.
- 1467 : de retour à Paris, prieur du collège de Sorbonne.
- 1469 : recteur de l'Université de Paris.
- 1471 : bibliothécaire du collège de Sorbonne.
- 1472 : reçu docteur en théologie.

#### Responsable de l'imprimerie de l'université de Paris (1470-1474)
En 1469, Heylin fait venir à Paris la première presse à imprimer qu'il fait installer dans des locaux dépendants de la Sorbonne, avec l'autorisation du roi Louis XI et qu'il place sous la conduite de trois compagnons typographes allemands dont Ulrich Gering. Le premier livre publié est un recueil de lettres de Gasparin de Bergame[pourquoi ?], in-quarto de 118 feuillets, tiré à une centaine d'exemplaires (1470).

### Carrière à Bâle et à Tübingen (1474-1487)
- 1474[pas clair] : enseigne à Bâle.
- 1478-1479 : à Tübingen, il est curé de ville[pas clair] et professeur de théologie[6].
Durant ces années il prêche dans de nombreuses villes, notamment à Berne.
- 1484 : curé de la cathédrale de Bâle.

À Bâle, il fréquente assidûment l'atelier typographique de Jean Amerbach, avec lequel il collabore comme éditeur, conseiller et correcteur.

### Dernières années à la chartreuse de Bâle (1487-1493)
En 1487, il entre à la chartreuse du Val-Sainte-Marguerite de Bâle, à laquelle il fait don de sa collection de 283 livres

### Mort et funérailles
Il meurt à la chartreuse de Bâle.

## Œuvres
- Epistolarum liber Gasparini Pergamensis, 1470.
- Premonitio circa sermones de conceptione gloriose virginis Marie, tiré de Meffret, Sermones de tempore et de sanctis, 1488.
- Resolutorium dubiorum circa celebrationem missarum occurentium, 1492.

Autres éditions :[pas clair]
- Resolutorium dubiorum / per … Johannem de Lapide. - Parisius : Johanne Lamberto, MCCCCCXI, II Mensis Junij - lire en ligne.
- Decisiones casuum qui sacerdotibus in missarum celebratione contingere solent… per R. P. Fr. Joannem de Lapide, … nunc demum in usum atque utilitatem sacerdotum commodiore methodo per quaestiones digestae, Constantiae, 1598, 1 vol., in-12.
- Libri artis logicae Porphyrii et Aristotelis cum commento magistri Iohannis de Lapide, 1495 - [Commentaire des œuvres d'Aristote, Gilbert de la Porrée, Porphyre].